# I'm Back (álbum)
I'm Back é o 61º álbum de estúdio do músico americano James Brown. O álbum foi lançado em 17 de novembro de 1998 pela Private 1 Records.

## Faixas
| N.º | Título                                | Duração |  |
| 1.  | "I Can't Stand It"                    | 4:56    |  |
| 2.  | "Funk On Ah Roll (S-Class Mix)"       | 4:14    |  |
| 3.  | "Kare"                                | 4:02    |  |
| 4.  | "What It Takes"                       | 3:31    |  |
| 5.  | "Papa's Got a Brand New Bag"          | 5:02    |  |
| 6.  | "Break Away"                          | 3:29    |  |
| 7.  | "Funk On Ah Roll (Original J.B. Mix)" | 5:08    |  |
| 8.  | "Lucky Old Sun"                       | 5:50    |  |
| 9.  | "I Don't Hear No Music"               | 7:25    |  |
| 10. | "Every Part of My Heart"              | 4:51    |  |
| 11. | "Eden"                                | 6:10    |  |
| 12. | "Peace in the World"                  | 6:42    |  |
| 13. | "Funk On Ah Roll (S-Class Club Mix)"  | 4:08    |  |
| 14. | "James On The Loose"                  | 4:38    |  |